# Paweł Cygnar
Paweł Cygnar (ur. 4 kwietnia 1986 w Jaworznie) – polski piłkarz występujący na pozycji pomocnika. Wcześniej reprezentował barwy takich zespołów jak Victoria Jaworzno (juniorzy), Przebój Wolbrom, Szczakowianka Jaworzno, Zagłębie Sosnowiec oraz Resovia.
Aktualnie grający trener w JSP Szczakowianka Jaworzno.

## Statystyki
(aktualne na dzień 12 lutego 2011)
| Klub                   | Sezon              | Liga               | Liga  | Liga   | Puchar Polski | Puchar Polski | Puchar Ekstraklasy | Puchar Ekstraklasy | Europa | Europa | Suma  | Suma   | Dyscyplina | Dyscyplina |
| Klub                   | Sezon              | Liga               | Mecze | Bramki | Mecze         | Bramki        | Mecze              | Bramki             | Mecze  | Bramki | Mecze | Bramki |            |            |
| ---------------------- | ------------------ | ------------------ | ----- | ------ | ------------- | ------------- | ------------------ | ------------------ | ------ | ------ | ----- | ------ | ---------- | ---------- |
| Szczakowianka Jaworzno | 2004/05            | II liga            | 11    | 0      | 1             | 0             | –                  | –                  | –      | –      | 12    | 0      | 2          | 0          |
| Szczakowianka Jaworzno | 2005/06            | II liga            | 24    | 0      | 1             | 0             | –                  | –                  | –      | –      | 25    | 0      | 4          | 0          |
| Szczakowianka Jaworzno | 2006/07            | III liga           | 0     | 0      | 1             | 0             | –                  | –                  | –      | –      | 1     | 0      | 1          | 0          |
| Zagłębie Sosnowiec     | 2007/08            | I liga             | 18    | 0      | 2             | 0             | 2                  | 0                  | –      | –      | 22    | 0      | 3          | 0          |
| Zagłębie Sosnowiec     | 2008/09            | II liga            | 6     | 0      | 0             | 0             | –                  | –                  | –      | –      | 6     | 0      | 0          | 0          |
| Resovia                | 2008/09            | III liga           | 15    | 1      | 0             | 0             | –                  | –                  | –      | –      | 15    | 1      | 2          | 0          |
| Nieciecza KS           | 2009/10            | II liga            | 29    | 4      | 0             | 0             | –                  | –                  | –      | –      | 29    | 4      | 7          | 0          |
| Nieciecza KS           | 2010/11            | I liga             | 1     | 0      | 0             | 0             | –                  | –                  | –      | –      | 1     | 0      | 1          | 0          |
| Ogólnie w karierze     | Ogólnie w karierze | Ogólnie w karierze | 104   | 5      | 5             | 0             | 2                  | 0                  | 0      | 0      | 111   | 5      | 20         | 0          |